# Магрен
Магре́н (фр. Magrin, окс. Magrinh) — коммуна во Франции, находится в регионе Окситания. Департамент — Тарн. Входит в состав кантона Плен-де-л’Агу. Округ коммуны — Кастр.
Код INSEE коммуны — 81151.

## География

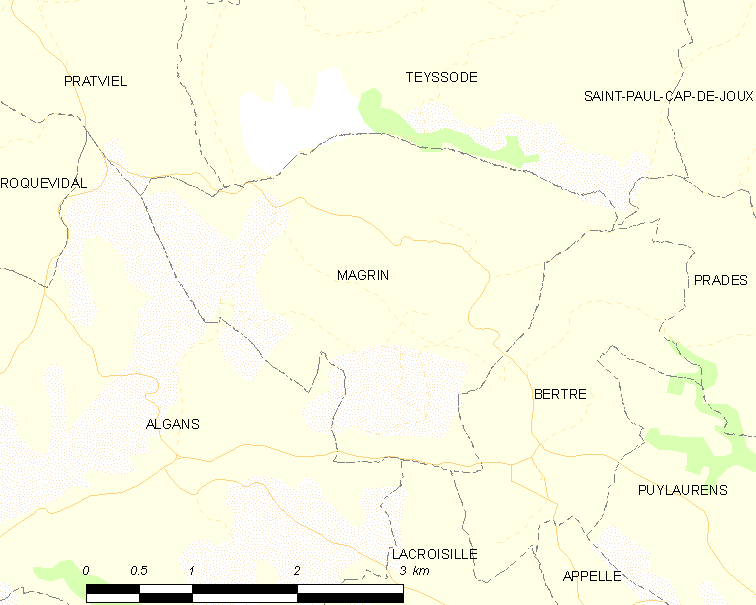
Карта коммуны

Коммуна расположена приблизительно в 590 км к югу от Парижа, в 39 км восточнее Тулузы, в 40 км к юго-западу от Альби.

## Климат
Климат умеренно-океанический. Зима мягкая и дождливая, лето жаркое с частыми грозами. Ветры довольно редки.

## Население
Население коммуны на 2010 год составляло 133 человека.
| 1962 | 1968 | 1975 | 1982 | 1990 | 1999 | 2010 |
| ---- | ---- | ---- | ---- | ---- | ---- | ---- |
| 173  | 147  | 109  | 110  | 106  | 113  | 133  |

## Экономика
В 2007 году среди 82 человек в трудоспособном возрасте (15—64 лет) 57 были экономически активными, 25 — неактивными (показатель активности — 69,5 %, в 1999 году было 73,9 %). Из 57 активных работали 51 человек (28 мужчин и 23 женщины), безработных было 6 (5 мужчин и 1 женщина). Среди 25 неактивных 9 человек были учениками или студентами, 9 — пенсионерами, 7 были неактивны по другим причинам.

## Достопримечательности
- Церковь Св. Андрея (XII век). Исторический памятник с 1929 года.[4]
- Замок Магрен (XVI век). Исторический памятник с 1979 года.[5]